# Omar Alexander Cardenas
Omar Alexander Cardenas (ur. 23 marca 1995 roku w Kalifornii) – amerykański zbieg podejrzany o bycie członkiem gangu Pierce Street i oskarżony o zabójstwo mężczyzny w miejscu publicznym w Los Angeles, 528. osoba dodana do listy 10 Najbardziej Poszukiwanych Zbiegów FBI

## Oskarżenie
Cardenas jest podejrzewany o bycie członkiem gangu Pierce Street i możliwą współpracę z Pacoima Van Nuys Boys lub Anybody Killas. Miał się posługiwać pseudonimem „Dolar”.
Cardenas jest podejrzewany o to, że 15 sierpnia 2019 roku w małym centrum handlowym w dzielnicy Sylmar w Los Angeles w Kalifornii wystrzelił kilka strzałów z półautomatycznego pistoletu w stronę zakładu fryzjerskiego Hair Icon Barber Shop, trafiając w głowę i raniąc śmiertelnie dorosłego mężczyznę o imieniu Jabali Dumas stojącego na zewnątrz. Nieznana jest relacja ofiary z Cardenasem. Osoby badające sprawę dopuszczali możliwość, że ofiara i Cardenas w ogóle się nie znali.

## Śledztwo i postępowanie karne
3 kwietnia 2020 roku sąd najwyższy hrabstwa Los Angeles wydał lokalny nakaz aresztowania po tym jak Cardenas został oskarżony o zabójstwo. Sąd Okręgowy Stanów Zjednoczonych w dystrykcie centralnym Kalifornii wydał federalny nakaz aresztowania 2 września 2021 roku, po tym, jak Cardenas został oskarżony o ucieczkę w celu uniknięcia kary. 20 lipca 2022 roku został dodany do listy 10 Najbardziej Poszukiwanych Zbiegów FBI. Jest 528. osobą dodaną do tej listy.